# Стара Европа
 Тази статия е за политическия епитет.  За антропологическия термин вижте Стара Европа (антропология).  
Стара Европа е термин придобил актуално звучене в света посредством масмедиите в началото на 21 век.

## През XXI век
На 22 януари 2003 г. тогавашния американски министър на отбраната Доналд Ръмсфелд на въпрос на холандски журналист вкарва в оборот понятието, обозначавайки с него онези европейски страни които не желаят да се включат в „коалицията на желаещите“ в предстоящата война в Ирак, която както се оказва впоследствие е инициирана, или по-точно инсценирана, въз основа на неверни военни данни от американското и британско военно разузнаване.
Доналд Ръмсфелд леко изнервен в периода около интервюто, има предвид под „Стара Европа“ основно Германия и Франция, както страните от Западна Европа, и в частност американските съюзници от времето на Студената война. В антипод на тези европейски страни, се формира и аналогичното понятие „Нова Европа“ за американската администрация от държавния департамент по това време, което включва бившите съветски сателити от Централна и Източна Европа, включително България. Ръмсфелд характеризира „Стара Европа“ като „склеротична“, старомодна и мудна, в противовес на „младите демокрации“ от предимно източната половина на континента. Употребата на понятието от Ръмсфелд предизвиква много коментари в обществото, включително и шаржове сред комиците като Джон Стюарт, понеже Ръмсфелд слага Германия и Франция по въпроса с иракската криза в една графа редом със страни като Куба и Либия.

## Предистория
Употребата на сходни, дори аналогични понятия в речника на политиците има дълга предистория. Още френските революционери, въвеждат редом с новото революционно летоброене заменило Григорианския календар във Франция, и нова политическа и геополитическа терминология. Те означават с понятието „стария ред“ предходната монархическа и консервативна власт на монарсите от династиите Валоа и Бурбоните, управлявали Франция, като всички онези европейски правителства които активно се противопоставят на установяването на „нов ред“ във Франция са означавани от революционните сили като стари, включително и с епитета „Стара Европа“, т.е. това е антирепубликанската и антифренски настроената част от Европа по онова време. Към онзи момент това са правителствата на Руската империя, Австрия (Свещената Римска империя), Прусия и Кралство Англия.
В насока „езиково строителство“, френските революционери са особено усърдни, тъй като целят да заменят по идеологически съображения и причини изцяло наложилата се предходна политическа и историческа терминология от времето на абсолютната монархия в страната.
Терминът „Стара Европа“ е употребен и в комунистическия манифест от 1848 г. на Маркс и Енгелс. През 1904 г., след испано-американската война и преди изоставянето на доктрината Монро, един американски журналист използва понятието в една откровено антиевропейска своя книга.

## Съвременни поддръжници
Най-видния европейски поддръжник на разделението на „стария континент“ на стара и нова Европа в най-ново време бе Лех Качински.  Архив на оригинала от 2010-06-15 в Wayback Machine.